# Miroslav Deronjić
Miroslav Deronjić (ur. 6 czerwca 1954 w Bratunacu w Jugosławii, obecnie tereny Bośni i Hercegowiny, zm. 19 maja 2007) – serbski polityk, członek Serbskiej Partii Demokratycznej (SDS).
Aresztowany w Bratunacu przez żołnierzy sił stabilizacyjnych NATO w lipcu 2002 roku, został przekazany Międzynarodowemu Trybunałowi dla byłej Jugosławii urzędującemu w Hadze. Deronjicia oskarżono między innymi o wydanie siłom serbskim rozkazu zniszczenia wsi Glogoyac w maju 1992 roku, w wyniku czego zginęło wówczas 65 tamtejszych muzułmanów. Z części zarzutów haski trybunał zrezygnował w zamian za złożenie przez Deronjicia zeznań w procesie Slobodana Miloševicia dotyczących czystek etnicznych przeprowadzanych przez Serbów bośniackich na muzułmanach. W 2004 roku został skazany za zbrodnie przeciwko ludzkości na 10 lat pozbawienia wolności, a wyrok odbywał w szwedzkim więzieniu. Ostatnie dni życia spędził w szpitalu, przyczyną śmierci był prawdopodobnie nowotwór.